# Scleroptila shelleyi
Il francolino di Shelley (Scleroptila shelleyi (Ogilvie-Grant, 1890)) è un uccello galliforme della famiglia dei Fasianidi diffuso nell'Africa orientale e sud-orientale.

## Descrizione

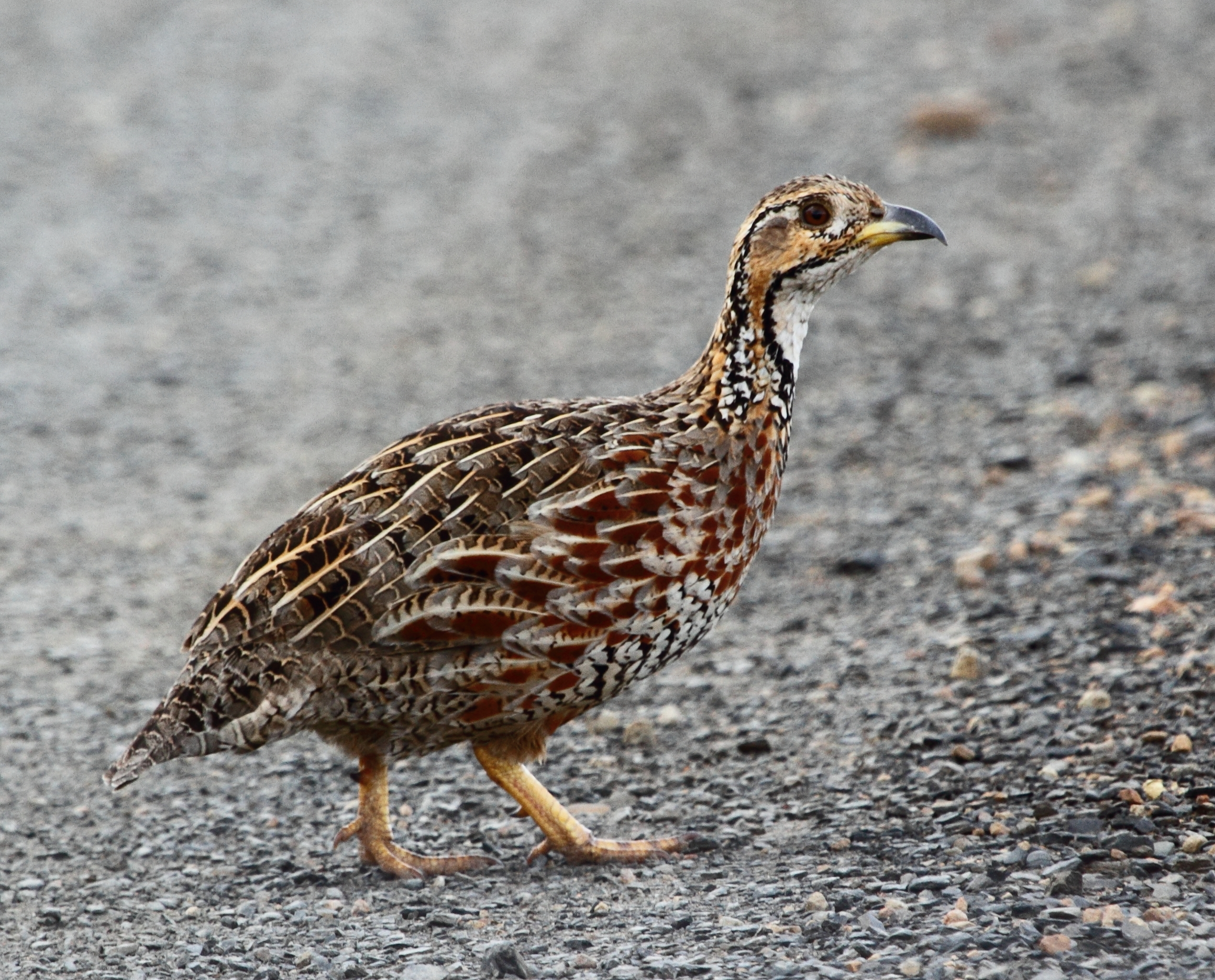
Esemplare nella Ithala Game Reserve.

### Dimensioni
Misura circa 33 cm di lunghezza, per un peso di 392-480 g.

### Aspetto
Il becco è nero con la base gialla a livello del ramo inferiore; l'iride è marrone, le zampe sono di colore giallo opaco. I sessi sono identici, ma la femmina presenta un piumaggio più opaco ed è praticamente priva di sperone (il maschio ne ha uno). Il piumaggio è un vero e proprio patchwork. Negli adulti, il vertice e la nuca sono di colore bruno-grigiastro scuro, macchiato di grigio-camoscio. Il sopracciglio, la faccia e i lati del collo sono di colore camoscio-rossiccio con una banda di piume macchiate di scuro che scende al centro del collo. Una macchia biancastra discontinua demarca la regione dell'occhio, proseguendo verso la parte posteriore della testa. La gola bianca è delimitata da un bordo nero che si allarga verso il basso. Il petto e il collare sono castani con delle strisce bianche. Delle macchie e delle strisce castane si estendono fino ai fianchi. Il resto delle parti inferiori presenta una colorazione biancastra abbellita da marmorizzature nere e da scaglie al centro, che diventano più finemente barrate più in basso. Le parti superiori sono bruno-grigiastro scuro con strisce crema, macchie scure e barre camoscio-rossicce. Le copritrici sopra-caudali hanno la stessa colorazione, ma sono più uniformi e mostrano disegni più discreti. Le primarie e i margini delle secondarie sono di colore rossiccio vivo. La coda è grigio-brunastra finemente barrata di camoscio.

## Biologia

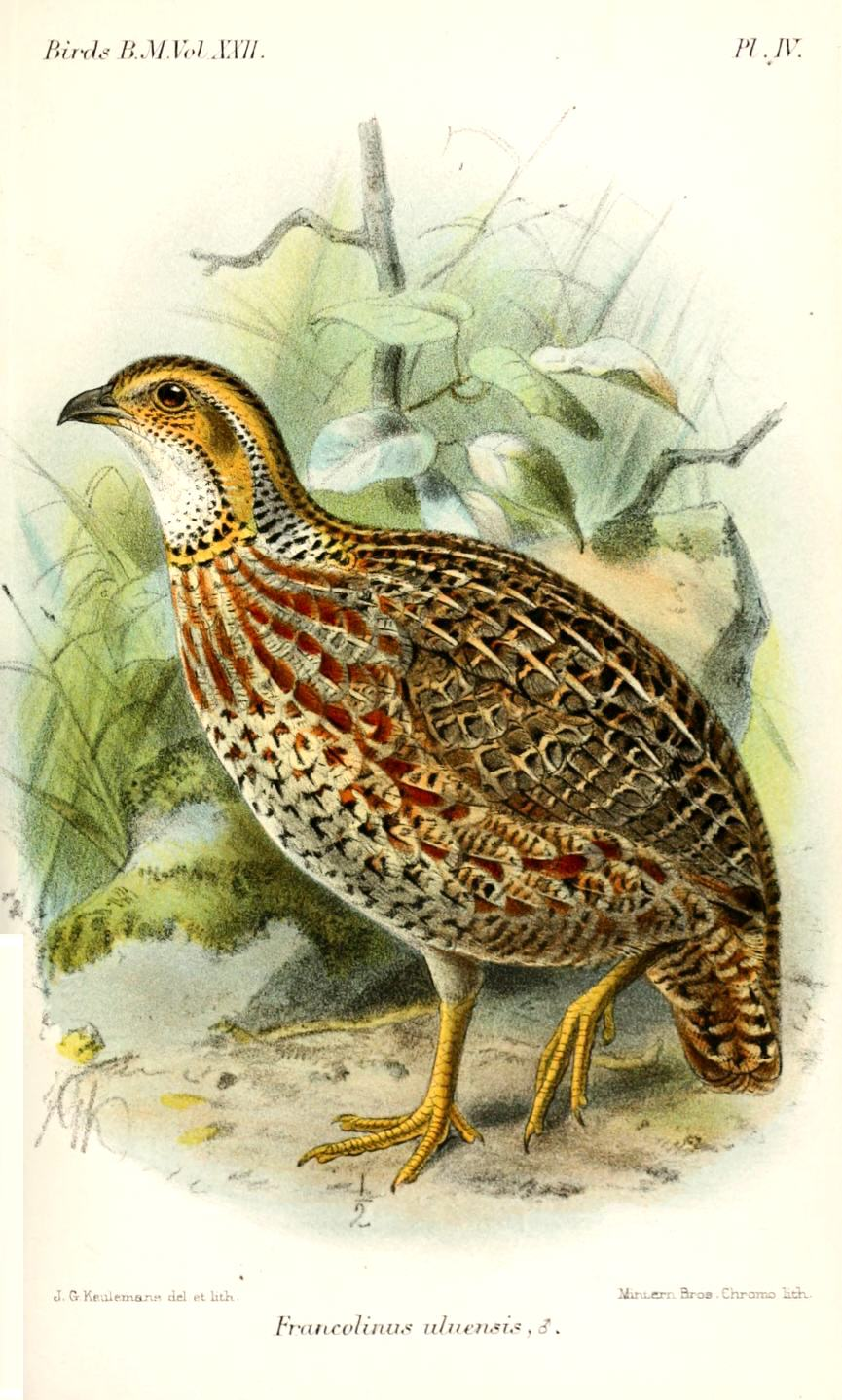
La sottospecie S. s. uluensis raffigurata da Keulemans (1893).

Di solito viene avvistato in coppia o in piccole bande. Corre volentieri quando viene disturbato, ma mostra una certa riluttanza ad alzarsi in volo: spesso non è in grado di decollare una seconda volta anche se ha volato solo per una breve distanza. Il francolino di Shelley si riposa sul terreno in piccoli gruppi: sempre da terra emette i suoi richiami. Il suo richiamo di allarme è una serie musicale di 4 note frequentemente ripetute, con una pausa più lunga tra la seconda e la terza. Il richiamo iniziale di un uccello di solito innesca la risposta di molti altri. Il francolino di Shelley può anche emettere uno squittio acuto quando si alza in volo per fuggire.

### Alimentazione
I francolini di Shelley scavano nel terreno alla ricerca di radici e bulbi, creando fori che possono avere una profondità di 5 centimetri.

### Riproduzione
È una specie probabilmente monogama. Il nido è una depressione creata grattando sul terreno e rivestita con fili d'erba e radici, nascosta sotto un ciuffo d'erba o tra le rocce. Una covata è composta in media da 4 o 5 uova, ma covate composte anche da 7 uova non sono rare. Le uova sono di colore da bianco-rosato a camoscio-crema e talvolta possono essere anche macchiate. Data la vasta superficie dell'areale e soprattutto la grande differenza di latitudine tra nord e sud, il periodo di nidificazione varia considerevolmente. Tuttavia, è possibile affermare con certezza che, nella stragrande maggioranza dei casi, la deposizione avviene durante la stagione secca.

## Distribuzione e habitat
I francolini di Shelley vivono in zone aperte di montagna, praterie accidentate e zone boschive aperte. In generale prediligono le regioni caratterizzate da affioramenti rocciosi come le gole del Kenya. Insofferenti al pascolo intensivo e alle zone dove viene praticata l'agricoltura taglia e brucia, questi uccelli frequentano comunque le zone dove si pratica un'agricoltura a basso rendimento. Sebbene le popolazioni situate nella parte più meridionale dell'areale vivano sulle colline vicino alla costa, si tratta principalmente di una specie di altopiano che abita ad altitudini che possono raggiungere i 2200 metri nello Zimbabwe e persino i 3000 metri in Africa orientale.
L'areale della specie copre la parte orientale del continente africano, ma è relativamente frammentato. Le popolazioni più settentrionali frequentano il Kenya centrale e la Tanzania meridionale, con qualche gruppo sparso nel sud dell'Uganda. La Tanzania centrale sembra costituire un'interruzione considerevole nell'areale. Le popolazioni centrali sono stanziate in Malawi, nel nord dello Zambia e nel sud-est della Repubblica Democratica del Congo. Un altro nucleo di popolazioni occupa il centro dello Zambia, estendendosi fino al sud della Repubblica Democratica del Congo e alla maggior parte dello Zimbabwe. Le popolazioni più meridionali si trovano dal Mozambico meridionale fino al nord-est del Transvaal e alla maggior parte del Natal.

## Tassonomia
Gli studiosi riconoscono quattro sottospecie:
- S. s. uluensis (Ogilvie-Grant, 1892), diffusa nel Kenya centrale e meridionale e nella Tanzania settentrionale;
- S. s. macarthuri (Van Someren, 1938), endemica delle Chyulu Hills (Kenya sud-orientale);
- S. s. shelleyi (Ogilvie-Grant, 1890), diffusa dall'Uganda meridionale e dalla Tanzania centrale al Sudafrica settentrionale e al Mozambico occidentale;
- S. s. whytei (Neumann, 1908), diffusa nella Repubblica Democratica del Congo sud-orientale, nello Zambia e nel Malawi settentrionale.